# Gli indifferenti (film 2020)
Gli indifferenti è un film del 2020, diretto da Leonardo Guerra Seràgnoli. La pellicola è il secondo adattamento cinematografico dell'omonimo romanzo di Alberto Moravia, dopo la versione del 1964 di Francesco Maselli.

## Trama
Roma, quartiere Parioli. A causa della morte del marito, la famiglia Ardengo, composta dalla vedova Maria Grazia e i suoi due figli Michele e Carla, versa in uno stato di precarietà economica. Negli ultimi tre anni il manager Leo Merumeci, amante di Maria Grazia, ha offerto alla donna dei prestiti per ripagare alcuni debiti e continuare a condurre la vita agiata di sempre; il reale obiettivo di Leo, però, è l'ultimo bene rimasto agli Ardengo, ovvero il loro lussuoso attico. Michele, il figlio maggiore, non fa nulla per celare il suo disprezzo verso Leo.
Il senso di precarietà della famiglia è amplificato dall'ambientazione della storia durante uno sciame sismico di assestamento.
Mentre festeggiano il 18º compleanno di Carla, la ragazza ha una breve discussione con sua madre (la quale non approva il suo lavoro di streamer di videogiochi, desiderando invece che studiasse economia) e si allontana. Leo raggiunge Carla, le dà ancora da bere e la bacia; subito dopo Carla si sente male e vomita. La festa di compleanno si sposta a un circolo, dove Maria Grazia comincia poco a poco a rendersi conto che Leo non la ama veramente, confidando all'amica Lisa di credere che abbia un'amante. Una sera, le morbose attenzioni di Leo nei confronti di Carla si concretizzano in un abuso sessuale che la ragazza subisce passivamente dopo un primo tentativo di sottrarsene.
Maria Grazia crede che Leo la tradisca con Lisa (in realtà amante di Michele), con la quale anni prima Leo aveva avuto una relazione, e decide di rompere la loro amicizia. Maria Grazia tenta di suscitare il desiderio di Leo, ma dopo essersi resa conto dell'inutilità della cosa si lascia sopraffare dalla tristezza. Lisa, dopo essere stata lasciata da Michele, il quale come sua madre crede che sia l'amante di Leo, gli rivela che l'uomo ha messo gli occhi su Carla. Michele raggiunge Leo nel suo appartamento e lo minaccia con una pistola, che si rivela scarica. Leo inizia a malmenare Michele ma viene fermato da Carla, che se ne va col fratello. Durante il viaggio di ritorno a casa, Michele è costretto ad ammettere che, se non fosse stato per Leo, avrebbero condotto una vita penosa.
Maria Grazia, insieme a Lisa (con la quale si è riappacificata) e Michele, è in procinto di partecipare a una festa in maschera. Carla decide di rimanere nell'attico e rivela alla madre che Leo ha abusato di lei e lo ha denunciato. Tuttavia, Maria Grazia sembra ignorare le parole della figlia, e parte per la festa con Lisa e Michele.

## Produzione
Le riprese sono iniziate nei primi giorni di settembre 2019 e sono durate per sei settimane. Riguardo all'aver ambientato la storia nella Roma moderna, il regista Leonardo Guerra Seràgnoli e lo sceneggiatore Alessandro Valenti affermano:
(Leonardo Guerra Seràgnoli)
(Alessandro Valenti)
Riguardo al finale, diverso rispetto a quello scritto da Moravia, Seràgnoli sostiene:

## Promozione
Il trailer ufficiale è stato pubblicato online il 12 novembre 2020.

## Distribuzione
Il film è stato distribuito in video on demand da Vision Distribution sulle piattaforme Apple TV, Chili, Google Play, Infinity, Rakuten, TIMvision, Sky, MioCinema, Iorestoinsala, CG Digital e The Filmclub dal 24 novembre 2020.

## Riconoscimenti
- 2021 - Globo d'oro
  - Canidatura a Miglior attrice a Valeria Bruni Tedeschi